# Karben (Niemcy)
Karben – miasto w Niemczech, w kraju związkowym Hesja, w rejencji Darmstadt, w powiecie Wetterau.
Zajmuje powierzchnię 43,94 km². Zamieszkiwane jest przez 22 026 mieszkańców (dane z 30 września 2015).

## Współpraca
Miejscowości partnerskie:
- Karniów, Czechy
- Luisenthal, Turyngia
- Ramonville-Saint-Agne, Francja
- Saint-Égrève, Francja